# Нидерландский язык

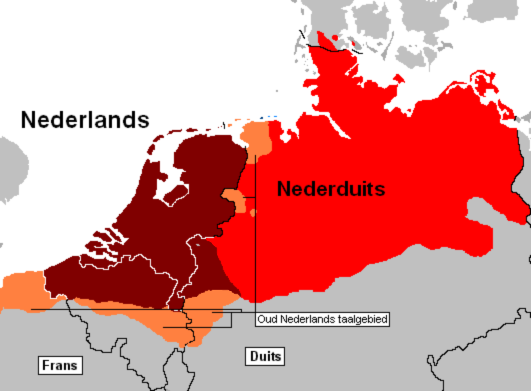
Современное распространение нидерландского языка
Области, где ранее был распространён нидерландский язык
Нижненемецкие диалекты

Нидерла́ндский язы́к (также голла́ндский язы́к, самоназвание — de Nederlandse taal, het Nederlandsо файле) — язык голландцев и фламандцев, относящийся к группе германских языков (подгруппа западногерманских языков) индоевропейской языковой семьи.
Распространён главным образом в Нидерландах и в Бельгии. Если учитывать говорящих как на втором языке, в 2021 году было около 30 млн говорящих на нидерландском языке.
Письменность основана на латинице. По своему строю это флективный язык, стремящийся к аналитизму — в частности, наблюдается постепенная утрата падежей.

## Распространение
Нидерландский язык распространён в основном в Нидерландах (где он является официальным и родным для 17 млн чел, или около 96 % населения) и в Бельгии, где на нём говорит приблизительно 6 500 000 человек, или около 60 % населения (единственный официальный язык во Фландрии и один из двух официальных языков в Брюсселе). На нём также говорят в Суринаме (см. Нидерландский язык в Суринаме), на Нидерландских Антильских островах и на Арубе. Кроме того, общины говорящих по-нидерландски есть на севере Франции (Французская Фландрия), Германии (в областях, прилегающих к Нидерландам). Некоторое количество иммигрантов нидерландского и бельгийского происхождения в США, Канаде, Австралии, Новой Зеландии и других странах продолжает использовать нидерландский язык (главным образом в быту).
Общее число говорящих, в том числе как на втором языке, — около 30 млн чел.

## Диалекты
Нидерландскому языку свойственна большая диалектная раздробленность. В образовании, СМИ и в качестве государственного используется «образцовый нидерландский язык» (Standaardnederlands) — утверждённая Нидерландским языковым союзом официальная разновидность языка. Тем не менее стандартный нидерландский язык в Нидерландах и во Фландрии заметно отличаются, поскольку во Фландрии сильнее ощущается влияние диалектов.

### Производные языки
В ЮАР и Намибии распространён язык африкаанс, который до 1925 года считался диалектом нидерландского.
Существовали также креольские языки на основе нидерландского, в настоящее время почти всюду мёртвые — в Гайане, Индонезии, Пуэрто-Рико, на Виргинских островах, Шри-Ланке.
В 1596—1969 годах нидерландский язык также ограниченно употреблялся на территории колонии Голландская Ост-Индия (совр. республика Индонезия). Несмотря на его быстрое исчезновение из официальной сферы страны после её деколонизации, следы голландского влияния сохраняются в современных языках Индонезии. Кроме того, с участием голландского на территории архипелага возникло несколько пиджинов, а затем и креольских языков (петьо, джавиндо и др.)

## История

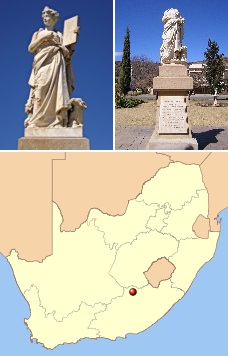
Памятник нидерландскому языку в южноафриканском городе Бюргерсдорп. Установлен в 1893 году в честь борьбы за официальный статус нидерландского языка в британской Капской колонии

Нидерландский язык относится к нижнефранкской подгруппе западногерманского диалектного континуума. Средненидерландский язык сложился в Средневековье на основе древнезападнонижнефранкских диалектов салических франков, населявших земли нынешних Нидерландов и севера Бельгии, в ходе взаимодействия с фризскими, саксонскими и гэльскими племенными диалектами. Современный нидерландский сложился под значительным влиянием французского языка.
История нидерландского языка начинается примерно в 450—500 годах, когда он отделился от франкского языка в ходе второго германского сдвига согласных. Как и другие германские языки, нидерландский прошёл в своём развитии три ступени:
- 450 (500)—1150 годы — древненидерландский язык (впервые засвидетельствованный в Салической правде — записи обычного права древних франков);
- 1150—1500 годы — средненидерландский язык;
- 1500—н. в. — современный нидерландский язык (новонидерландский).

Процесс стандартизации нидерландского языка начался в Средневековье, главным образом — с подачи Бургундского герцогского суда в Дижоне. В это время наиболее влиятельными были диалекты Фландрии и Брабанта, которые и были взяты за основу стандартизации. В 1526 году в Антверпене на голландский язык была переведена Библия Лютера. Позднее, в 1636—1637 годах в Лейдене вышла так называемая Государственная голландская Библия, язык перевода которой основывался преимущественно на городских говорах Голландии и был понятен жителям всех нидерландских провинций.
В 1804 году профессор М. Сигенбек издал правила орфографии нидерландского языка, которые считались обязательными на протяжении более чем полувека.
В XX веке официальная орфография нидерландского языка была установлена Законом о письменности (Wet schrijfwijze Nederlandsche taal), который был принят в Бельгии в 1946 году, а в Нидерландах — в 1947 году.
В 1980 году Нидерландами и Бельгией основана организация-регулятор — Нидерландский языковой союз — для обсуждения вопросов развития и стандартизации нидерландского языка. С 15 октября 2005 проводится реформа орфографии.

## Алфавит
Нидерландский алфавит состоит из 26 букв стандартной латиницы (к ним также добавляется лигатура Ĳ, иногда она стоит на месте буквы Y).
Из диакритических знаков присутствуют диерезис и знак акута. Первый используется для выделения букв, не являющихся частью буквосочетаний, а имеющих отдельный звук: geïnteresseerd «заинтересованный», ruïne «руины», geëigend «предназначенный». Акут пишется над гласными буквами числительного «один» для различения его от неопределённого артикля: een broer «брат» — één broer «один брат»; над гласными предлога vóór (перед) для отличия от voor (для); в заимствованиях, например café; также может использоваться для обозначения логического ударения в предложении.

#### ПоложениеĲ
В нидерландской орфографии положение у Ĳ особое: это сочетание букв может считаться просто диграфом, лигатурой или даже 25-й буквой алфавита вместо Y. Одна из черт, отличающих Ĳ от диграфов в других языках, — если она стоит в начале предложения или с неё начинается имя собственное, обе её составляющие становятся заглавнысм: Ĳ «Эй» (бывшая бухта в Амстердаме), IJsselmeer «Эйсселмер». Во многих других языках это не так, причём даже там, где диграфы являются полноправными буквами алфавита. Так, например, в венгерском языке в диграфе Sz (читается «с»), являющемся 32-й буквой венгерского алфавита, как и в остальных три- и диграфах, заглавной становится только первая составляющая.
Примечательно также, что во времена широкого использования пишущих машинок на нидерландских справа от L помещалась отдельная клавиша «ĳ». Примеры слов, набранных моноширинным шрифтом с использованием лигатуры Ĳ:
```
Wĳ zĳn voor de Partĳ voor Vrĳheid!
```

И без использования оной:
```
Wij zijn voor de Partij voor Vrijheid!
```

В настоящее время буква Y используется только в заимствованных словах, а в собственно нидерландских используется Ĳ, однако в нидерландских фамилиях часто сохраняются устаревшие варианты написания: Y вместо Ĳ, а также Y или Ĳ вместо I после гласных. В кроссвордах и словесных играх (например, в старой версии игры Scrabble) часто (но не всегда) Ĳ занимает одну клеточку.

Пример использования лигатуры Ĳ в логотипе Rijksmuseum
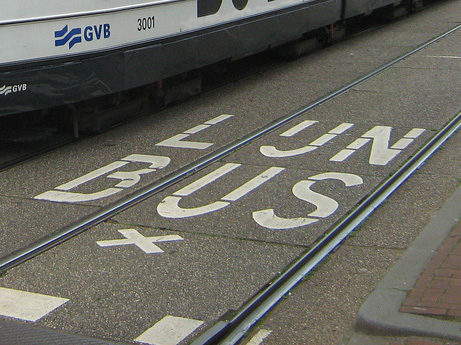
Ĳ в виде т. н. broken U — «рассечённого U». Надпись гласит: «автобусная полоса»
Схожесть в рукописном написании лигатуры Ĳ и буквы Y

### Практическая транскрипция на русский язык
По правилам практической транскрипции с нидерландского языка передаются на русский не только голландские имена и названия, но и собственные имена фламандского и южноафриканского (африкаанс) происхождения.

## Лингвистические черты

### Фонетика и фонология

#### Гласные
Гласные звуки в нидерландском языке могут быть краткими и долгими, с долготой меняется и качество гласного.
|                | Передний ряд, неогубленные | Передний ряд, огубленные | Средний ряд | Задний ряд |
| -------------- | -------------------------- | ------------------------ | ----------- | ---------- |
| Верхний подъём | ɪ                          | ʏ                        |             |            |
| Средний подъём | ɛ                          |                          | ə ʌ         | ɔ          |
| Нижний подъём  |                            |                          |             | ɑ          |

|                       | Передний ряд, неогубленные | Передний ряд, огубленные | Задний ряд |
| --------------------- | -------------------------- | ------------------------ | ---------- |
| Верхний подъём        | iː                         | yː                       | uː         |
| Верхне-средний подъём | eː                         | øː                       | oː         |
| Средне-нижний подъём  | (ɛː)                       | (œː)                     | (ɔː)       |
| Нижний подъём         | aː                         |                          |            |

##### Дифтонги
К дифтонгам нидерландского языка относятся /iu̯/, /yu̯/, /ui̯/, /ɛi̯/, /eːu̯/, /œy̯/, /ɔi̯/, /oːi̯/, /ɑi̯/, /aːi̯/, /ɔu̯/.

#### Согласные
В отличие от других германских языков, в нидерландском у согласных звуков (в частности, взрывных) отсутствует придыхание.
Согласные звуки нидерландского языка: 
|               | Губные | Переднеязычные | Палатальные | Заднеязычные/Увулярные | Глоттальные |
| ------------- | ------ | -------------- | ----------- | ---------------------- | ----------- |
| Носовые       | m      | n              |             | ŋ                      |             |
| Взрывные      | p b    | t d            | (tɕ) (dʑ)   | k (ɡ)                  | (ʔ)         |
| Фрикативные   | f v    | s z            | (ɕ) (ʑ)     | x ɣ                    | ɦ           |
| Аппроксиманты | ʋ      | l              | j           |                        |             |
| Дрожащие      |        | r              | r           | r                      |             |

Согласные (ɕ) / (ʑ) и (tɕ) / (dʑ), а также /g/, как правило, встречаются только в заимствованных словах. Гортанная смычка не является самостоятельной фонемой, но может возникать в речи. 

#### Ударение
Ударение в нидерландском языке не является строго закреплённым и может падать на любой слог.

### Морфология
Морфология нидерландского языка относительно проста. За последние сто лет произошли значительные изменения в морфологическом строе литературного языка с намерением его приближения к разговорному. Прилагательные перестали согласовываться с существительными в падеже, сохранив незначительные остатки различия слабого и сильного склонения.
Значительно на упрощение склонения языка повлияло отпадение конечного звука [n] в окончании -en в разговорном языке в большей части диалектов нидерландского языка. Таким образом, падежные формы имён прилагательных стали произноситься одинаково. Например, kleine и kleinen («маленький»). В начале новонидерландского периода на различие окончаний -e и -en опиралось по сути всё склонение прилагательного.
Можно сказать, что в современном нидерландском языке нет падежной системы и употребление падежных окончаний (кроме показателя притяжательного падежа -s) воспринимается как архаизм, однако падежные окончания сохранились во многих устойчивых выражениях.
Склонение словосочетания de kleine worm «маленький червяк» приведено ниже.
Устаревший вариант:
| Падеж        | Единственное число | Множественное число |
| ------------ | ------------------ | ------------------- |
| Именительный | de kleine worm     | de kleine wormen    |
| Родительный  | des kleinen worms  | der kleine wormen   |
| Дательный    | den kleinen worm   | den kleinen wormen  |
| Винительный  | den kleinen worm   | de kleine wormen    |

Современный вариант:
| Падеж        | Единственное число | Множественное число  |
| ------------ | ------------------ | -------------------- |
| Именительный | de kleine worm     | de kleine wormen     |
| Родительный  | van de kleine worm | van de kleine wormen |
| Дательный    | aan de kleine worm | aan de kleine wormen |
| Винительный  | de kleine worm     | de kleine wormen     |

#### Род
Грамматических родов в современном языке осталось по сути два. Считается, что различия между мужским и женским родом стёрты в большой степени. Впрочем, большинство словарей по традиции различают три рода — мужской, женский и средний. Замена имён существительных общего (мужского и женского) рода местоимениями мужского и женского рода неоднородна по диалектам нидерландского языка.

#### Число
Чисел в нидерландском языке два — единственное и множественное. Ведущий в языке способ образования множественного числа — окончание -(e)n, реже встречаются -s (у слов на -je, -el, -en, -er, во многих заимствованиях; в некоторых словах, обозначающих родственников и профессии; café), -'s (у слов на -a, -i, -o, -u, -y):
- boek («книга») — boeken, linde [lɪndə] — linden [lɪndə(n)], tijd — tijden, huis — huizen, zak — zakken;
- tafel («стол») — tafels, toren — torens, meisje — meisjes, film — films, broer — broers, café — cafés;
- cola's, martini's, foto's, menu's, baby's.

Некоторые существительные обнаруживают колебания в образовании множественного числа, например: een natie («нация») — natiën/naties; een appel («яблоко») — appels/appelen.
Несколько существительных среднего рода имеют окончание -eren: been — beenderen (в значении «кость»), blad — bladeren (в значении «лист»), ei — eieren, gelid — gelederen, gemoed — gemoederen, goed — goederen, hoen — hoenderen, kalf — kalveren, kind — kinderen, kleed — kle(de)ren (в значении «предмет одежды»), lam — lammeren, lied — liederen, rad — raderen, rund — runderen, volk — volk(er)en.

#### Определённость
Артиклей в нидерландском языке два — неопределённый и определённый. Неопределённый артикль имеет единственную форму для всех родов — een. Определённый артикль имеет форму de для слов мужского и женского рода и форму het для слов среднего рода (по происхождению отличается от формы de). Существительные среднего рода в единственном числе употребляются с артиклем het, во множественном числе приобретают артикль de (het boek — de boeken). Часто говорят не о роде слова, а просто: lamp — это «de-слово», а potlood — это «het-слово».
Примеры:
- een boek — het boek — boeken — de boeken;
- een linde — de linde — linden — de linden;

Указательные местоимения соответствуют не числам (ед./мн.), а признаку de/het:
- для de: deze («этот/эта/эти»), die («тот/та/те»),
- для het: dit («это»), dat («то»).

#### Склонение
В разговорном языке старое склонение имён утрачено, употребляется лишь псевдопадежная притяжательная форма на -s (наподобие того, что есть в английском языке).
В письменном языке очень редко употребляются формы родительного или других падежей от имён существительных женского рода в единственном числе и всех родов во множественном числе: een woordenboek der Nederlandse taal вместо разговорного een woordenboek van de Nederlandse taal.
Склонение существительных с определённым артиклем в родительном падеже:
- муж.: (И) de kleine worm — (Р) des kleinen worms — арх., нынешний: van de kleine worm;
- ж.: (И) de Nederlandse taal — (Р) der Nederlandse taal;
- ср.: (И) het kleine boek — (Р) des kleinen boeks — арх., нынешний: van het kleine boek;
- мн. ч.: (И) de kleine boeken — (Р) der kleine boeken — очень редко/арх., нынешний: van de kleine boeken.

#### Имя прилагательное
Сохраняет в современном разговорном языке лишь остатки сильного и слабого склонения, выступая в двух формах — без окончания и в форме на -e:
- klein boek — een klein boek — het kleine boek — kleine boeken — de kleine boeken;
- kleine worm — een kleine worm — de kleine worm — kleine wormen — de kleine wormen.

#### Глагол

##### Спряжение
Нидерландские глаголы делятся на сильные, слабые и разного рода нерегулярные. Сильные глаголы, как и в других германских языках, образуют форму претерита и причастия II с чередованием гласного корня по аблауту. Основные типы сильных глаголов приведены ниже:
- grijpen («хватать») — greep — gegrepen;
- kiezen («выбирать») — koos — gekozen;
- lezen («читать») — las — gelezen;
- spreken («говорить») — sprak — gesproken;
- dragen («нести») — droeg — gedragen;
- hangen («висеть») — hing — gehangen.

Многие сильные глаголы в ходе исторического развития претерпели более глубокие изменения в ряде форм и считаются в настоящее время нерегулярными:
- gaan («идти») — ging — gegaan;
- slaan («бить») — sloeg — geslagen;
- staan («стоять») — stond — gestaan;
- zien («видеть») — zag — gezien.

Слабые глаголы образуют основные формы с помощью зубного суффикса -d / -t (или нуль в случае ассимиляции):
- maken («делать») — maakte — gemaakt;
- wonen («жить») — woonde — gewoond;
- zetten («сажать») — zette — gezet.

Нерегулярные слабые глаголы:
- brengen («приносить») — bracht — gebracht;
- denken («думать») — dacht — gedacht;
- kopen («покупать») — kocht — gekocht;
- zoeken («искать») — zocht — gezocht.

Набор личных окончаний включает в себя лишь три окончания — нулевое, -en и -t. Тем не менее глаголы достаточно развито спрягаются по лицам и числам. Спряжение глагола noemen («называть») в настоящем, простом прошедшем, перфекте и будущем временах:
- ik noem, noemde, heb genoemd, zal noemen;
- jij noemt, noemde, hebt genoemd, zult noemen;
- hij / zij / het noemt, noemde, heeft genoemd, zal noemen;
- wij noemen, noemden, hebben genoemd, zullen noemen;
- jullie noemen (noemt), noemden (noemde), hebben (hebt) genoemd, zullen (zult) noemen;
- u noemt, noemde, hebt genoemd, zult noemen;
- zij noemen, noemden, hebben genoemd, zullen noemen.

##### Время
Аналитические формы глагола в нидерландском языке включают следующие основные конструкции:
- перфект (который часто употребим в претеритальном контексте) — презенс от hebben + PII: ik heb genoemd;
- плюсквамперфект (прошедшее совершенное) — претерит от hebben + PII: ik had genoemd;
- футурум I — презенс от zullen + инфинитив: ik zal noemen;
- футурум II (будущее совершенное) — презенс от «zullen» + перфектный инфинитив (инфинитив II): ik zal hebben genoemd или ik zal genoemd hebben;
- будущее I в прошедшем (сослагательное I) — претерит от zullen + инфинитив: ik zou noemen;
- будущее II в прошедшем (сослагательное II) — претерит от zullen + инфинитив II: ik zou hebben genoemd или ik zou genoemd hebben.

Нидерландскому языку свойственно согласование времён: hij zei dat zij was gekomen («он сказал, что она (уже) пришла»).
Процессуальность действия передаётся сочетанием «zijn + aan + het + инфинитив»: ik ben een boek aan het kopen («я сейчас покупаю книгу»).

##### Залог
Страдательных залогов два — пассив действия и пассив состояния:
- het boek wordt gelezen («книгу читают»);
- het boek is gelezen («книга прочитана»).

##### Наклонение
Императив: lees! — «читай(те)!». Вежливая форма: leest u! — «читайте!».
Синтетические (простые) формы сослагательного наклонения не распространены в разговорном языке, встречаясь в книжном стиле, а также разного рода инструкциях по применению, юридических текстах и т. д.: men bedenke dat ... («следует иметь в виду, что …»).

#### Местоимение
Система местоимений нидерландского языка достаточно богата. Основные положения будут даны ниже.

##### Личные местоимения
Единственное число:
| Лицо | Лицо | Субъект  | Субъект  | Объект         | Объект         |
| ---- | ---- | -------- | -------- | -------------- | -------------- |
| 1    | 1    | ik ('k)  | ik ('k)  | mij (me)       | mij (me)       |
| 2    | «ты» | jij (je) | gij (ge) | jou (je)       | u              |
| 2    | «Вы» | u        | u        | u              | u              |
| 3    | муж. | hij      | hij      | hem ('m)       | hem ('m)       |
| 3    | ж.   | zij (ze) | zij (ze) | haar ('r, d’r) | haar ('r, d’r) |
| 3    | ср.  | het ('t) | het ('t) | het ('t)       | het ('t)       |

Множественное число:
| Лицо | Лицо | Субъект  | Субъект  | Объект       | Объект       |
| ---- | ---- | -------- | -------- | ------------ | ------------ |
| 1    | 1    | wij (we) | wij (we) | ons          | ons          |
| 2    | «вы» | jullie   | gij (ge) | jullie       | u            |
| 2    | «Вы» | u        | u        | u            | u            |
| 3    | 3    | zij (ze) | zij (ze) | hen, hun, ze | hen, hun, ze |

При замене существительных местоимения 3-го лица обычно согласуются с ними в роде (ввиду стёртости различия между мужским и женским родом в современном языке, существительные общего рода конкретные чаще заменяются словом hij. Вместо местоимений мужского и женского родов возможна форма указательного местоимения die. В случае, когда местоимение, которое управляется предлогом, показывает не-лицо (либо заменяет существительного среднего рода), вместо него употребляется форма er: Waar is de krant? — Jij zit erop («Где газета? — Ты на ней сидишь»). Ik denk er niet aan («Я об этом не думаю»).

##### Указательные местоимения
- deze — «этот, эта, эти»;
- dit — «это»;
- die — «тот, та, те»;
- dat — «то»;
- zulke — «такой, такая, такие»;
- zulk — «такое».

В случае, когда местоимение, которое управляется предлогом, показывает не-лицо (либо заменяет существительного среднего рода), вместо него употребляемы формы hier-, daar-: daaraan — «о том», hierover — «этим, из-за этого».

### Лексика

#### Словообразование
Наиболее продуктивными способами словообразования в нидерландском языке являются аффиксация (прежде всего, суффиксация) и словосложение. Значительно менее часто используются конверсия, аббревиация и другие способы.

#### Учебные пособия
- Дренясова Т. Н., Шечкова Л. С. Практический курс нидерландского языка: учебник для студентов ин-тов и фак. иностр. яз. — Москва: Высшая школа, 1989. — 256 с. — ISBN 5-06-000435-X.
- Миронов С. А. Нидерландский (голландский) язык. — Калуга: Издательский дом «Эйдос», 2001. — 140 с. — ISBN 5-93810-017-8.
- Миронов С. А. Морфология имени в нидерландском языке. — М., 1967.
- Миронов С. А. Становление литературной нормы современного нидерландского языка. — М., 1973.
- Миронов С. А. История нидерландского литературного языка (IX-XVI вв.). — М., 1986.
- Пушкова М. Н. Нидерландский язык. Справочник по грамматике. — Москва: Живой язык, 2009. — 224 с. — ISBN 978-5-8033-0622-1.
- Boland H., Michajlova I. Goed zo! Deel 1. Учебник нидерландского языка. — Pegasus, 2005. — С. 202. — ISBN 9789061432852.

#### Обзорные статьи
- Миронов С. А. Нидерландский язык // Языки мира: Германские языки. Кельтские языки. — М.: Academia, 2000. — С. 274-299. — ISBN 5-87444-101-8.

#### Словари
- Миронов С. А., Белоусов В. О., Шечкова Л. С. и др. Большой нидерландско-русский словарь: Около 180000 слов и словосочетаний. — Москва: Живой язык, 2001. — 920 с. — ISBN 5-8033-0038-1.
- Пирот Ж. И., Шечкова Л. С. Карманный русско-нидерландский словарь: Около 10300 слов. — Москва: Русский язык, 1977. — 496 с.
- Honselaar W. Groot Russisch-Nederlands Woordenboek. — Amsterdam: Uitgeverij Pegasus, 2010. — ISBN 978-90-6143-274-6.